# Can Serracarbassa
Can Serracarbassa és un edifici del municipi de Sant Quirze Safaja (Moianès) inclosa en l'Inventari del Patrimoni Arquitectònic de Catalunya.

## Descripció
Es tracta d'una casa que forma un conjunt amb Can Serratacó. Consta d'un cos principal de planta rectangular amb un altre situat perpendicularment i un altre més petit enfront, avui utilitzat com a gossera. Formen un conjunt amb un pati al mig, al qual s'accedeix per una porta amb dues mènsules de pedra que formen un arc (sembla que aguantaven una llinda de pedra però avui és de fusta). Té també una pallissa i un pou, aïllats. Al darrere, dues finestres d'arc conopial amb motllures i ampit decorat i relleus d'una creu i una rosa solar. A la façana hi ha la porta d'arc de mig punt dovellada i a sobre una finestra amb relleu esculpit amb un triangle i una creu al capdamunt. Al darrere hi ha un forn de pa molt gran.

## Història
Es tracta d'una datació feta per estil i tenint en compte la construcció de la casa amb la qual forma un conjunt, Can Serratacós.